# Naravoslovna fakulteta v Ljubljani
Naravoslovna fakulteta s sedežem v Ljubljani, je nekdanja fakulteta, ki je bila članica Univerze v Ljubljani.

## Zgodovina
Fakulteta je bila ustanovljena v študijskem letu 1957/58, ko je Prirodoslovno-matematično-filozofska fakulteta razpadla na dve samostojni fakulteti: Filozofsko in Naravoslovno fakulteto. Leta 1961 se je združila z Fakulteta za rudarstvo, metalurgijo in kemijsko tehnologijo v Fakulteto za naravoslovje in tehnologijo, pred tem pa je bil biološki oddelek pripojen Fakulteti za agronomijo, gozdarstvo in veterinarstvo.